# LINE Q
LINE Qは、韓国のIT企業ネイバー株式会社の子会社、LINE株式会社が提供していたQ&Aサービスである。2013年12月5日サービス開始。2018年1月11日にサービス終了。メインキャラクターはひよこのサリー。

## 概要
LINEユーザー同士が日常の疑問などの質問・解決を行うQ&Aサービスで、スマートフォンやパソコンから利用できる。質問や回答をすると、LINE Qポイントが付与され、貯まったポイントはLINE ポイントに交換できる。

## 歴史
- 2013年
  - 12月5日 - LINE Qサービス開始[2]。
- 2014年
  - 1月7日 - 総回答数100万回を達成[4]。
  - 5月8日 -  LINE Q公式Twitter開設[5]。
  - 5月9日 - 総回答数1000万回を達成[6]。
  - 6月3日 - 換金制度を大きく改善。最短手続き所要日数が1か月半から1か月になる[7]。
  - 8月19日 - App StoreにおいてのLINE Q対象年齢が17歳以上となる。
  - 8月21日 - App StoreにおいてのLINE Q対象年齢が全年齢対象に戻される[8]。
  - 9月29日 - 総回答数5000万回を達成[9]。
- 2015年
  - 1月30日 - これまでの換金制度に加えて、 LINE QポイントをLINEギフトコードに交換可能に[10]。
  - 5月22日 - Android版とウェブ版に「博士のノート」機能を追加[11]。フォロワー1000人以上の博士に「スター博士」、フォロワー10000人以上の博士に「レジェンド博士」の称号を付与。
  - 6月1日 - iOS版にも「博士のノート」機能を追加[12]。
  - 6月3日 - 初の「博士のノートイベント」が開催される[12]。「博士のノートイベント」は、常に博士のノートが編集できる博士でなくても博士のノートを作成することができるイベントで[12]、この初開催以降、月1回の頻度で開催される。
  - 6月19日 - 獲得ポイントが3倍になる「Qデー」が初めて開催される[13]。Qデーは毎月9日・19日・29日とイベントで実施される[13]。
  - 8月28日 - App StoreにおいてのLINE Qの対象年齢が17歳以上となる[14]。
  - 10月10日 - 閲覧数が上位10位に入った博士のノートの作成者に「名誉博士」の称号を付与する「博士のノート」イベントが開催される[15][16]。「名誉博士」はピッタリ数やピッタリ率が博士の基準を下回っても博士の称号は剥奪されない。
- 2016年
  - 11月14日 - LINEアプリ内の仮想通貨制度の大きな変更に伴い、LINEギフトコードへの交換を廃止し、LINEポイントへの交換制度に変更。これ以降、LINE Qアプリの更新は途絶える。
- 2017年
  - 10月6日 - 公式TwitterやLINE Qアプリ内通知等で、LINE Qのサービス終了を発表[1]。
  - 11月6日 - アプリ版・ウェブ版からの投稿機能を停止し、質問の閲覧とポイント交換申請のみのサービスを提供[1]。
  - 12月29日 - LINEポイントの最終配布[1]。
- 2018年
  - 1月11日 - LINE Qのサービスを全面的に終了[1]。

## 機能

### 質問・回答
文章に加え、画像・動画・地図などの情報を付加し質問・回答を行うことができる。質問者は一番良い回答に対して「ピッタリアンサー」を選ぶことができる。「ピッタリアンサー」に選ばれた回答者にはポイントが付与される。
また、匿名機能が付いているため、普段は人に話しづらい内容も質問・回答することができる。
回答、質問では5ポイント、ピッタリをつけると5ポイント、ピッタリに選ばれると20ポイント獲得できる。
また、質問投稿時に質問は100 - 1000ポイントの間で100ポイント刻みにポイントをつけることができる。つけたポイントはピッタリアンサーを投稿したユーザーに支給される。

### 私に聞いて
「私に聞いて」は自分の得意分野の知識や、自分の経験に関して質問を募集できる機能である。2014年10月22日に追加機能として公開された。公開当初は誰でも「私に聞いて」を投稿できたが、2015年6月3日以降、登録分野で一定のレベルに達したユーザーのみが投稿できるようになった。
私に聞いてに質問すると5ポイント、それに回答をすると10ポイント獲得できる。

### 博士のノート
あるテーマに沿った情報をリスト形式でまとめて、知識や経験を投稿できる機能である。「博士のノート」は、閲覧人数に応じてアプリ版からは1ポイント、Web版からは2ポイントが付与される。そのため、より人気の「博士のノート」を投稿することが、ポイントを大量に獲得する鍵となる。投稿した「博士のノート」はWEB上にも公開されるため、SEOを意識した作りにすると、LINE Qユーザー以外からも多く閲覧され、爆発的に閲覧数を伸ばすこともできる。

## 分野
「分野」とは、LINE Q内で質問をカテゴリやジャンルに分類したものである。自分が興味のある分野を登録すると、自分のマイページに登録した分野が表示され、その分野に届いた質問などが自分のホームで閲覧できるようになる。

### ランキング
各分野で、回答数、Good数、ピッタリ数に応じて、月曜日0:00から日曜日23:59までを期間としてユーザーランキングが発表される。ランキング上位者には翌週のポイント特典が与えられ、通常よりも多くポイントを獲得しやすくなる。なお、ポイント特典が適用するのは以下の2つである。
- 回答時のポイント (通常5ポイント)
- ピッタリ獲得時にポイント (通常20ポイント)

| 順位 | ポイント特典 |
| ---- | ------------ |
| 1位  | 5倍          |
| 2位  | 3倍          |
| 3位  | 3倍          |

### レベル
自分が登録している分野における回答数、ピッタリ率に応じて、各分野のレベルが変動する。レベルアップ時にはボーナスポイントが支給される。レベル5に達したユーザーは「博士」という称号が与えられる。更にフォロワー数が1000人を超えた博士は「スター博士」、10000人を超えた博士は「レジェンド博士」という称号が与えられ、その度に高ポイントを獲得することができる。
| レベル   | ピッタリ数 | ピッタリ率 |
| -------- | ---------- | ---------- |
| 1        | -          | -          |
| 2        | 5          | -          |
| 3        | 30         | 10%以上    |
| 4        | 100        | 20%以上    |
| 5 (博士) | 300        | 30%以上    |

## ポイント交換
LINE Qで貯めたポイントはLINE ポイントに交換することができる。
LINE ポイントには30000LINE Qポイント (3000LINE ポイント) 以上で10000LINE Qポイント単位 (1000LINE ポイント単位) で交換が可能である。